# Geishof (Altenthann)
Geishof ist ein Ortsteil der Gemeinde Altenthann im Oberpfälzer Landkreis Regensburg (Bayern).

## Geografische Lage
Die Einöde Geishof liegt in der Region Regensburg, etwa einen Kilometer nördlich von Altenthann.

## Geschichte
Urban Zenger tauschte 1524 Geishof gegen Ölbrunn mit Michael Zenger von Altenthann. Bis zum 18. Jahrhundert blieb Geishof in der Hofmark Altenthann.
Zum Stichtag 23. März 1913 (Osterfest) gehörte Geishof zur Pfarrei Altenthann und hatte ein Haus und elf Einwohner.
Am 31. Dezember 1990 hatte Geishof fünf Einwohner und gehörte zur Pfarrei Altenthann.